# Desomorfina

Síntesis desomorfina desde codeína

Desomorfina

La desomorfina es un opioide sintetizado por primera vez en 1932 en Estados Unidos. Es un análogo de la morfina, en el cual se ha eliminado el grupo 6-hidroxilo y se ha reducido el doble enlace en la posición 7,8. Posee efectos sedantes y analgésicos, siendo entre 8 a 10 veces más potente que la morfina. Fue utilizada en Suiza bajo el nombre comercial Permonid, siendo descrita como una droga de rápida actuación y corta duración, con relativamente poca náusea o depresión respiratoria al ser comparada con una dosis equivalente de morfina. La síntesis tradicional de la desomorfina parte de la α-clorocodida, la cual a su vez es obtenida haciendo reaccionar cloruro de tionilo con codeína. Por reducción catalítica, la α-clorocodida produce dihidrodesoxicodeína, la cual conduce a la formación de desomorfina por desmetilación.

## Krokodil
Durante la década de los 2000, comenzó a sintetizarse clandestinamente en Rusia, donde se conoce como крокодил (krokodil, que significa ‘cocodrilo’), probablemente debido a una derivación del nombre clorocodida y quizás también al aspecto de piel escamosa que presentan sus usuarios habituales. Se utiliza como una alternativa de bajo costo a la heroína, ya que sus precursores son relativamente fáciles de conseguir, por ejemplo las tabletas de codeína pueden comprarse sin prescripción; su síntesis resulta sencilla y gracias a esto, una dosis de krokodil cuesta entre tres y cinco veces menos que una dosis de heroína. La desomorfina fue foco de atención durante el año 2010 en Rusia debido a que se registró un incremento notable en la producción clandestina de este producto.
La droga puede ser fácilmente elaborada a partir de reducción de codeína (que era de venta libre en Rusia hasta el 2012, presente en jarabes o tabletas), yodo y fósforo rojo, similar a la síntesis de metanfetamina a partir de la pseudoefedrina, sin embargo la desomorfina sintetizada de esta manera es altamente impura debido a que las sustancias usadas inicialmente no se purifican, ni tampoco la desomorfina obtenida después de la reacción, entonces se encuentra contaminada con varios subproductos orgánicos tóxicos y corrosivos, presentando efectos adversos no presentes en la desomorfina en sí.
Debido a que esta mezcla se inyecta de manera rutinaria prácticamente sin ningún proceso de purificación, el "krokodil" ha ganado una terrible popularidad al ser responsable de la producción de gravísimos daños en los tejidos, flebitis y gangrena, requiriendo muchas veces la amputación, infecciones en los huesos, osteomielitis en los huesos de la mandíbula y la cara, llagas y úlceras en la frente y cráneo, así como necrosis en orejas, nariz y labios y problemas en hígado y riñones. El daño en los tejidos blandos ocurre principalmente alrededor de las zonas inyectadas y es causado por la acumulación de la droga. La mezcla también parece acumularse en las venas, ya que no logra disolverse completamente en la sangre.
Estas acumulaciones necrosan los tejidos y se abren camino hacia lugares distantes del cuerpo ampliando el daño causado. Además el efecto del krokodil es bastante efímero, mientras que el efecto de la heroína dura varias horas, el krokodil dura entre 90 minutos y 2 horas lo que induce a sus usuarios a inyectarse varias veces por día, aumentando aún más el daño causado. También contribuye que el proceso de cocina sea tan rápido, durando alrededor de media hora.
El grado de daño sobre tejidos es tan elevado, que la expectativa de vida de los adictos a esta mezcla es por lo común tan baja como dos o tres años.
El abuso de la desomorfina de fabricación casera fue detectado inicialmente en Siberia central y del este hacia el año 2002, pero desde entonces se ha extendido por toda Rusia y vecindades. Se estima que 100.000 personas en Rusia y alrededor de 20.000 en Ucrania se inyectaron la droga en 2011, según un estudio que se realizó este año en la International Journal of Drug Policy (Revista internacional de política de drogas). En octubre de 2011 se encontraron indicios de krokodil en Alemania, con algunos medios de comunicación llamando a la lucha contra la nueva droga. En marzo de 2013 se encontraron rastros de utilización de la droga en Argentina. En octubre de 2013 personal médico en los estados de Arizona e Illinois, en los Estados Unidos, reportó cinco casos de pacientes que mostraron lesiones en piel y músculos compatibles con el uso de esta droga. En enero del 2014 se confirma el primer uso de esta droga en México, en el estado de Sonora. En 2016 se ha reportado el primer uso en España.

### Impurezas del Krokodil
Mientras que los intentos amateur para producir krokodil casi siempre contienen algunos restos de codeína así como otros opioides sintéticos incidentalmente producidos, una buena parte del krokodil producido contiene además otras drogas obtenidas como subproductos no deseados de la reacción producida sobre los excipientes o drogas acompañantes del producto utilizado como materia prima (usualmente tabletas de codeína). Por ejemplo, las píldoras de codeína vendidas en Rusia pueden contener adicionalmente ingredientes tales como la cafeína, paracetamol, o Difenhidramina (el cual azarosamente es un potenciador opioide), mientras que a la mezcla final resultante se le suele agregar algunos otros compuestos tales como la tropicamida, que se encuentra en algunas gotas para ojos.

Síntesis de desomorfina desde codeina por halgenación con cloruro de tionilo, reducción catalítica y desmetilación.